# Dávao Occidental
Dávao Occidental (filipino: Kanlurang Dabaw; cebuano: Kasadpang Dabaw; inglés: Western Davao) es una provincia en la región de Dávao en Filipinas. Su capital es Malita.

## Historia
Dávao Occidental fue creado a través de la Ley de la República 10360 promulgada el 23 de julio de 2013, que comprende cinco de los ocho municipios que constituyen el segundo distrito de Dávao del Sur. La LR 10360 fue aprobada por la Cámara de Representantes de Filipinas y el Senado de Filipinas el 28 de noviembre de 2012 y el 5 de diciembre de 2012, respectivamente, y firmada por el presidente Benigno Aquino III el 14 de enero de 2013. El 28 de octubre de 2013 se celebró un plebiscito junto con las elecciones del barangay y la mayoría de los votos emitidos fueron "Sí", ratificando la provincia.
El motivo de la creación de la provincia fue impulsar la condición económica y el progreso social de los municipios. El senador Ferdinand Marcos Jr., quien patrocinó la creación de Dávao Occidental, dijo que las distancias de Digos, la capital de Dávao del Sur, a otros municipios del segundo distrito congresional son lejanas, lo que perjudica la entrega efectiva de los servicios básicos, además como el acceso a las oficinas gubernamentales. Sin embargo, el representante de Dávao del Sur, Marc Douglas Cagas, consideró la creación de la provincia como nada más que una manipulación y una conveniencia política.
Los funcionarios del gobierno de Dávao del Sur, con la asistencia del Departamento del Interior y Gobierno Local, ejercieron jurisdicción sobre el Dávao Occidental hasta que los funcionarios locales electos de las elecciones de 2016 asumieron sus funciones.

## División administrativa
Políticamente la provincia de Dávao Occidental se divide en 5 localidades:
- Don Marcelino,
- José Abad-Santos,
- Malita,
- Santa María y
- Sarangani.